# Béla Jenbach
Béla Jenbach (właśc. Béla Jacobowicz, ur. 1 kwietnia 1871 w Miszkolcu, zm. 21 stycznia 1943 w Wiedniu) – austriacki aktor i librecista pochodzenia węgierskiego.

## Życiorys
Urodził się w 1871 w Miszkolcu na Węgrzech w rodzinie żydowskiej. Po kilkuletnich wędrówkach po scenach prowincjonalnych został zatrudniony w wiedeńskim Burgtheater. Świetnie obeznany z literaturą dramatyczną, inteligentny i błyskotliwy, postanowił spróbować swoich sił na polu literackim. Jako współpracownika pozyskał Leo Steina, dobrze orientującego się na rynku operetkowym. Wspólnie wystartowali z wielkim sukcesem w 1915 Księżniczką czardasza. W 1920 nawiązał kontakty z Lehárem pisząc dla niego, wspólnie ze Steinem Białego mazura. W kolejnych latach miał odnieść sukcesy pisząc dla niego libretta Paganiniego (1925) i Carewicza (1927).
Jego żoną od 1914 była aktorka Anna Brandstätter. Przed ślubem dokonał konwersji na katolicyzm. Rozwód nastąpił w 1938. Od 1940 ukrywał się w piwnicy niedaleko Kaunitzgasse w Wiedniu. Po trzech latach mieszkania w piwnicy zachorował na raka żołądka. Zmarł w 1943, a jego żona osiem dni później. Rządy nazistowskie przeżyła tylko córka.

## Utwory
- Księżniczka czardasza (1915, wspólnie z Leo Steinem)
- Biały mazur (1920, wspólnie z Leo Steinem)
- Clo-Clo (1923)
- Paganini (1925, wspólnie z Paulem Kneplerem)
- Carewicz (1926, wspólnie z Heinzem Reichertem)